# Ittrium(III)-antimonid
Az ittrium(III)-antimonid egy szervetlen vegyület. Képlete YSb.

## Fordítás
Ez a szócikk részben vagy egészben  a   Yttrium(III) antimonide című angol Wikipédia-szócikk fordításán alapul.  Az eredeti cikk szerkesztőit annak laptörténete sorolja fel. Ez a jelzés csupán a megfogalmazás eredetét és a szerzői jogokat jelzi, nem szolgál a cikkben szereplő információk forrásmegjelöléseként.